# 克雷米讷
克雷米讷（法語：Crémines）是瑞士联邦伯尔尼州伯尔尼汝拉区的市镇。该市镇面积为9.35平方千米，海拔高度616米，2018年12月31日人口数为510。